# Julio Carrasco Bretón

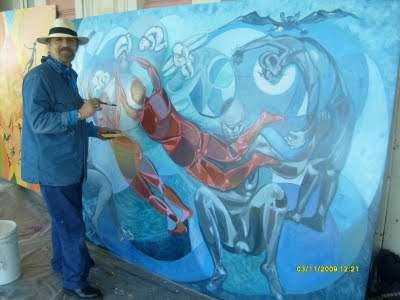
Julio Carrasco Bretón lors de la Rencontre internationale organisée à La Plata dans le cadre de la marche mondiale pour la paix et la non violence, et en hommage au grand muraliste "Italo Grassi" - Argentine, 2009

Julio Carrasco Bretón  est un peintre et muraliste mexicain né en 1950, héritier de la tradition des grands muralistes mexicains.

## Biographie
Né en 1950 au Mexique, Julio Carrasco Bretón a étudié la peinture auprès de Don Lino Picaseno, peintre et architecte de l'École de Peinture de San Carlos de Mexico. Ingénieur chimiste de formation, diplômé de l'Universidad Nacional Autónoma de Mexico, il possède également une maîtrise de philosophie. Sa formation de chimiste lui a permis de mettre au point une technique particulière qui lui donne la possibilité de réaliser ses  murals sur un matériau polymère particulier, de son invention, résistant aux conditions atmosphériques et à l’usure du temps.
Ses murals, 75 à ce jour, sont exposés dans différents pays, au Mexique tout d’abord et notamment à la Chambre des Députés où il a réalisé en 1997 « Symphonie Ecotropique » et « Centenario ALM » en 2011, en Argentine, au Canada, à Cuba, en Espagne, en France et  à l’OMPI, à Genève, qui expose dans son hall d’entrée « Épopée de l’Intellect », offert par le Gouvernement mexicain  et récemment "Am Yisrael Chai" dans le hall d'arrivée de l'aéroport de Tel Aviv.
Auteur de plus de 1 200 peintures, il a également réalisé à Paris, à l’Atelier Clot, Bramsen & Co une série de lithographies.
Il est également le fondateur du Mouvement d'Art Ludique et créateur de son Manifeste.
Ses thèmes se réfèrent à tous les problèmes écologiques, scientifiques, les aspects technologiques du futur, les phénomènes de l’immigration, les médias audiovisuels, comme le mural réalisé pour la grande chaîne de télévision Televisa.
Carrasco Bretón a été Président de la société d’auteurs mexicaine, SOMAAP de 2000 à 2006 et du Conseil International des Auteurs d’Arts Graphiques et Plastiques de la CISAC de 2005 à 2009. Il a donné des conférences sur les droits d’auteur et les arts visuels dans plus de 20 pays (Amérique latine, États-Unis, Inde…).
Il participe également à des programmes culturels radiophoniques et a publié de nombreux articles dans des revues culturelles, ainsi que trois recueils de poèmes.
Avec plus de 170 expositions collectives et 60 expositions personnelles dans près de 20 pays, Carrasco Bretón est l’une des figures les plus représentatives du muralisme international.
Il travaille à Paris, en Bretagne et à Mexico.

## Citations
« El arte es mi manera de aportar la cuota como humano hacia mi generación y mi país »
« Ante el caballete eres un Diós y ante el mural une hormiga, que en el cabellete eres el acto... y en el mural un director »